# Auerbach, Deggendorf
Auerbach là một đô thị ở huyện Deggendorf bang Bayern nước Đức. Đô thị Auerbach, Deggendorf có diện tích 24,06 km², dân số thời điểm ngày 31 tháng 12 năm 2006 là 2148 người.